# Tứ Thiền
Tứ Thiền nghĩa là bốn cấp độ nhập định do Phật dạy gồm có Sơ thiền, Nhị thiền, Tam thiền và Tứ thiền. Xét về công phu tu thiền chúng ta có Tứ thiền. Còn để thành tựu những tính chất của Định, khi tu tập hành giả phải buông tâm không trú vào đâu cả, và như thế, tâm dễ mở rộng thênh thang. Năm mức định là Không vô biên xứ định, Thức vô biên xứ định, Vô sở hữu xứ định, Phi tưởng phi phi tưởng định, Diệt tận định hay Diệt thọ tưởng định. Tu theo Thiền có phần dễ nhiếp tâm hơn tu theo Định. 
Bốn mức thiền này đều có nhập và xuất, nghĩa là khi muốn an trú mức thiền nào, ta phải có thời gian dụng công chứ không phải đó là những trạng thái thường xuyên. Rồi khi muốn trở lại trạng thái như cũ, ta cũng phải mất công thoát ra chứ không phải tức thì được. Bình thường khi không nhập thiền, một thiền giả an trú trong nội tâm tỉnh giác vắng lặng nhưng không phải là bốn mức thiền này. Bốn mức thiền này chỉ được thực hiện trong tư thế bất động mà thôi. Tuy nhiên, cũng có khi một thiền giả vừa đi vừa nhập thiền rất sâu. Lúc đó, vị đó được xem là khởi thần thông, vì thần thông có nghĩa là vừa vào định vừa hành động. Chúng ta cần hiểu qua tính chất của Tứ thiền trước khi so sánh vơi Tứ thánh quả. Những điều được trình bày ở đây dựa vào bài kinh Sa Môn Quả trong Trường Bộ Kinh.

## Chánh niệm
"...Có các pháp, này các Tỷ-kheo, làm trú xứ cho niệm giác chi. Ở đây, nếu như lý tác ý được làm cho sung mãn, thời đây là món ăn khiến cho niệm giác chi chưa sanh được sanh khởi; hay đối với niệm giác chi đã sanh khởi khiến cho được tu tập, làm cho viên mãn..."-Siddhārtha Gautama
"...Này các Tỷ-kheo, trong khi Tỷ-kheo sống viễn ly như vậy, tùy niệm, tùy tầm pháp ấy; trong lúc ấy, niệm giác chi bắt đầu phát khởi trong Tỷ-kheo ấy. Trong khi Tỷ-kheo tu tập niệm giác chi; trong khi ấy, nhờ tu tập, niệm giác chi đi đến viên mãn. Vị ấy trú với chánh niệm như vậy, với trí tuệ quyết trạch, tư sát, thành tựu quán sát pháp ấy..."-Siddhārtha Gautama
Muốn nhập định thì cần như lý tác ý, loại bỏ dần suy nghĩ bất thiện, sau một thời gian luyện tập Thiền thì tâm không loạn động như trước, bớt suy nghĩ bất thiện, loại bỏ bớt vọng tưởng (những suy nghĩ lung tung tự động khởi niệm trong đầu).
Thiền là lĩnh vực tâm linh nên ta phải tự lực cánh sinh. Vì phải có quyết tâm cao, chịu đựng sự đau chân, mỏi lưng, nên lâu ngày hành giả sẽ có đức tính kiên nhẫn, ý chí sắt đá, sức chịu đựng cao, trực giác tốt..v.v.  và thư giãn thân tâm của mình.

## Sơ thiền
Trích kinh Sa Môn Quả đoạn 75 Lưu trữ ngày 12 tháng 10 năm 2017 tại Wayback Machine "Tỷ-kheo ly dục, ly ác pháp, chứng và trú thiền thứ nhất, một trạng thái hỷ lạc do ly dục sanh, với tầm, với tứ." 
Các mức thiền này chỉ dành cho người có quyết tâm tu tập, lìa bỏ Ái Dục. Và có chuẩn bị tâm lý trước, vì nó cần một môi trường thật sự yên tĩnh, cách ly thế gian. Để leo lên từng mức thiền, nhanh hay chậm còn tùy thuộc vào căn cơ từng người,có thể là vài ngày, vài tuần, có khi khoảng vài chục năm, có khi mười mấy hai mươi năm, có khi sang cả kiếp khác.
Sơ thiền là mức nhập định đầu tiên, nhưng phải là đã chứng được Chánh niệm tỉnh giác (CNTG) và phá trừ xong Năm triền cái. Hành giả như lọt vào một trạng thái thanh tịnh hơn, và tự động, chứ không còn phải gắng sức giữ gìn như trong CNTG nữa. Khi chứng được Chánh niệm, hành giả thấy tâm mình cũng đã là thanh tịnh rồi, nhưng còn phải khéo léo giữ gìn nhẹ nhẹ. Nhưng từ Sơ Thiền trở đi, hành giả không còn phải giữ gìn nữa mà tâm tự động an trú trong định. Hành giả thấy thân của mình chuyển động từ trạng thái cứng (lúc phá xong triền cái Trạo cử, xem Năm triền cái) sang trạng thái mềm lỏng như một khối nước gì nhớt nhớt giống như xà bông.
Tâm hành giả dĩ nhiên là vắng lặng, nhưng thật ra vẫn còn những ý niệm về công phu của mình, về thành tựu của mình. Những ý niệm này rất thầm lặng, nên hầu như hành giả không biết là mình đang còn ý niệm, cứ tưởng rằng mình đã hoàn toàn thanh tịnh. Phật diễn tả đó là trạng thái ly dục sinh hỷ, còn tầm còn tứ (xóa bỏ Ái Dục, đạt được An vui, nhưng còn tiềm ẩn).
Trong Sơ thiền, hành giả lìa bỏ được các ham muốn thế gian vì niềm an vui của nội tâm vừa đầy đủ, vừa thanh khiết, không cần phải giải trí bằng vật chất bên ngoài. Toàn thân hành giả luôn ở trong trạng thái vui sướng nhè nhẹ và tràn đầy. Sau khi chết, nếu vẫn còn giữ được trình độ này thì sẽ sinh vào cõi trời Sơ Thiền.
Cái ý niệm thầm kín về công phu và sự thành tựu của mình tạo nên một loại kiến giải Phật Pháp và tâm tự hào bí mật. Hành giả sẽ dễ dàng đối đáp trôi chảy và nắm bắt các lĩnh vực khó, trừu tượng, hay say sưa diễn thuyết lưu loát nếu có cơ hội. Vì vậy, tuy Sơ thiền rất là vĩ đại nhưng cũng ẩn chứa nhiều nguy cơ đối với đạo đức.

## Nhị thiền
Trích kinh Sa Môn Quả đoạn 77 Lưu trữ ngày 12 tháng 10 năm 2017 tại Wayback Machine "Tỷ-kheo ấy diệt tầm và tứ, chứng và trú thiền thứ hai, một trạng thái hỷ lạc do định sanh, không tầm không tứ, nội tĩnh nhất tâm"

## Tam thiền
Trích kinh Sa Môn Quả đoạn 79 Lưu trữ ngày 12 tháng 10 năm 2017 tại Wayback Machine: "Lại nữa, này Đại vương, Tỷ-kheo ly hỷ trú xả, chánh niệm tỉnh giác, thân cảm sự lạc thọ mà các bậc Thánh gọi là “Xả niệm lạc trú”, chứng và an trú thiền thứ ba. "
Được Phật diễn tả toàn thân như một bông hoa sen đang vươn lên từ trong nước, được nước bao phủ với nội tâm là xả niệm lạc trú (dứt bỏ ý niệm, thường xuyên an lạc).
Niềm vui của Tam thiền rất đằm thắm nhỏ nhiệm và đầy khắp, giống như hoa sen ngập trong nước, tẩm ướt, tràn ngập, nhưng không thấm nước, cũng vậy, niềm vui của Tam thiền rất tự tại, bình an và vượt khỏi cơ thể, giống như cả không gian đều cùng an vui vậy. Thân của hành giả lúc này giống như một khối không khí hân hoan an lạc.
Ý nghĩa của xả niệm là hành giả đã vào được Vô thức (theo khoa học, Vô thức chiếm hơn 90% cuộc sống của con người, ý thức chỉ chiếm phần nhỏ). Kiểm soát được nó nghĩa là tâm hồn đã thật sự ổn định. Những bản năng sinh tồn, bản năng hưởng thụ... đều bị kiềm chế.
Lúc này khi ngồi thiền nhập định, hành giả không còn nghe thấy mọi cảnh vật, tiếng động bên ngoài, hoàn toàn an trú vững chắc trong thế giới nội tâm sáng suốt vi diệu thanh tịnh của mình.

## Tứ thiền
Trích kinh Sa Môn Quả đoạn 81 Lưu trữ ngày 12 tháng 10 năm 2017 tại Wayback Machine: "Tỷ-kheo, xả lạc, xả khổ, diệt hỷ ưu đã cảm thọ trước, chứng và trú vào thiền thứ tư, không khổ, không lạc, xả niệm thanh tịnh."